# Meteorološke pojave
Meteorološke pojave ili meteorološki elementi su veličine kojima se prikazuje fizikalno stanje atmosfere i fizikalne pojave u njoj. Glavne meteorološke pojave dijele se na pojave koji ponajviše ovise o djelovanju Sunca (jakost i trajanje Sunčeva zračenja, temperatura zraka), na one pojave koji određuju stanja i promjene mehaničke naravi uz utjecaj sile teže (tlak zraka i vjetar) i na pojave koje su u vezi s vodenom parom u atmosferi (vlaga zraka, oblaci, oborine). U meteorološke pojave ubrajaju se također toplinsko zračenje atmosfere i Zemlje, vodoravna vidljivost, snježni pokrivač, optičke i električne pojave u atmosferi i drugo. Meteorološke pojave utječu jedne na druge, a njihove se vrijednosti mijenjaju vremenski i od mjesta do mjesta. Skup vrijednosti meteoroloških pojava na određenome mjestu u određenome trenutku naziva se vrijeme. Vrijednosti meteoroloških pojava određuju se redovito mjerenjem i motrenjem na meteorološkim postajama.

## Oblaci i oborine
Ako u nekom dijelu Zemljine atmosfere koji je zasićen vlagom pada temperatura, kondenzirat će se vodena para i stvarati vodene kapljice. Stvaraju li se te kapljice blizu tla, nastat će magla, a stvaraju li se u većim visinama, nastat će oblaci. Oblaci nastaju i na taj način da se topli zrak kao specifički lakši diže uvis, gdje je niža temperatura. Sadrži li taj zrak veliku količinu vlage, ona će se zbog ohlađivanja kondenzirati, i time će nastati oblaci. Stvaranju magle pogoduju prašina i dim koji se nalaze u zraku. Čestice prašine i dima čine jezgre kondenzacije vodene pare koja je ohlađena ispod rosišta. Zimi odnosno na visokim planinama, kada je temperatura vrlo niska, smrzavaju se vodene kapljice u sitne kristale, koje stvaraju snijeg. 
Kiša se sastoji od krupnih kapljica vode. Da bi iz oblaka padala kiša, moraju od sitnih kapljica nastati krupnije, jer sitne kapljice padaju sporo, pa se na putu ispare. Ljeti zbog brzog i velikog zagrijavanja diže se u visinu zrak s velikim sadržajem vlage, gdje se ohladi ispod 0 °C. Kako ljeti sadrži zrak više vlage nego zimi, stvorit će se ohlađivanjem veliki kristali odnosno led, koji pada kao tuča na Zemlju. Zemaljska površina gubi noću ižarivanjem velik dio topline, koju je danju primila putem Sunčeve svjetlosti. Zbog toga nastaje ohlađivanje zraka, a time kondenzacija suvišne vlage u obliku kapljica na površini Zemlje. To je rosa. Zimi zbog istog razloga nastaje ohlađivanje ispod 0 °C, a time smrzavanje rose u obliku iglica, što se zove mraz. 
Sve navedene meteorološke pojave, to jest kiša, snijeg, tuča, rosa i mraz, koje nastaju zbog kondenzacije vodene pare u zraku, zovu se oborine. Količina oborina mjeri se visinom sloja vode u milimetrima po četvornom metru (mm/m2) koga bi stvorila voda oborina kad bi ostala na tlu, a da se ne ispari, a niti otiče u zemlju. Na primjer ako se kaže da je u toku 24 sata na nekom mjestu količina oborina 2 mm, to znači da je palo toliko kiše da na svaki m2 dolazi 2 litre vode. Naime sloju vode visine 1 mm na površini od 1 m2 odgovara količina vode od 1 litre, to jest 1 dm3. Suhi krajevi imaju ispod 500 mm oborina godišnje. Za mjerenje količine oborina služi mjerni instrument kišomjer, pluviometar ili ombrometar.

## Temperatura zraka
Temperatura zraka, u meteorologiji, je temperatura u prizemnom sloju atmosfere koja nije uvjetovana toplinskim zračenjem tla i okoline ili Sunčevim zračenjem. Mjeri se na visini od 2 metra iznad tla. Temperatura zraka mijenja se tijekom dana i tijekom godine. Dnevni hod ovisi o dobu dana i veličini i vrsti naoblake i može se znatno promijeniti pri naglim prodorima toploga ili hladnoga zraka ili pri termički jako izraženim vjetrovima, na primjer fenu, činuku ili buri. Godišnji hod ovisi o položaju Zemlje prema Suncu, zemljopisnom položaju mjesta, te o klimatskim promjenama. U našim zemljopisnim širinama u prosjeku je najhladniji mjesec siječanj, a najtopliji srpanj. Zbog utjecaja topline tla, uz samo tlo temperatura zraka naglo se mijenja, pa razlika između temperature zraka na 2 metra visine i one pri tlu može iznositi i do 10 stupnjeva. Temperatura zraka pri tlu mjeri se termometrima postavljenima 5 centimetara iznad tla. Najniža je do sada izmjerena temperatura zraka – 89,2 °C na stanici Vostok (Antarktika, 1983.), a najviša 57,3 °C u mjestu Asisija (Libija, 1923.).
Površina Zemlje ugrijava se putem Sunčevih zraka. Zrak se ipak ne zagrijava Sunčevim zrakama, nego od Zemljine površine. Zbog toga temperatura zraka opada s visinom. Iznos za koliko padne temperatura zraka, kad se popnemo 100 metara vertikalno uvis, naziva se vertikalni gradijent temperature. Mjerenja su pokazala da do 4 000 metara nadmorske visine temperatura zraka za svakih 100 metara opada prosječno 0,5 °C ili 5 °C za 1 kilometar. Osim toga temperatura zraka ovisi i o zemljopisnoj širini. Temperatura se također mijenja s godišnjom dobi i tokom dana. Najniža dnevna temperatura u našim krajevima je između 4 i 8 sati, a najviša između 14 i 16 sati. Srednja godišnja temperatura je srednja vrijednost svih temperatura tokom godine. Promjena temperature se ne opažaju duboko u unutrašnjosti Zemlje. Već u dubini od 6 metara vlada gotovo stalno srednja godišnja temperatura u tom mjestu.

## Razdioba atmosferskog tlaka
Za proučavanje meteoloških pojava vrlo je važna raspodjela (razdioba) atmosferskog tlaka na površini Zemlje. Atmosferski tlak ovisi ne samo o nadmorskoj visini nekog mjesta nego također o sastavu zraka i o njegovom zagrijavanju. Čim ima više vlage u zraku, bit će atmosferski tlak manji, jer je vlaga lakša od zraka. Da bismo mogli uspoređivati međusobno tlakove koji vladaju na raznim mjestima zemaljske površine, moraju se oni svesti, kažemo, reducirati na morsku razinu. Spojimo li na zemljopisnoj karti sva mjesta koja imaju isti atmosferski tlak, dobit ćemo krivulje izobare. Visina atmosferskog tlaka mjeri se u meteorologiji paskalima (obično hektopaskalima) ili barima (obično milibar): 1 hPa = 100 Pa = 1 mbar.

### Ciklona i anticiklona
Izobare su nepravilne i zatvorene krivulje koje pokazuju raspodjelu atmosferskog tlaka na površini Zemlje. Mjesto na kojem vlada najniži atmosferski tlak zove se barometarski minimum, depresija ili ciklona, a mjesto na kojem vlada najveći atmosferski tlak zove se barometarski maksimum ili anticiklona. Zbog razlike tlaka nastat će gibanje zraka od anticiklone prema cikloni. U cikloni diže se zrak uvis, a u anticikloni se spušta prema dolje. Stoga će na površini Zemlje puhati vjetar od anticiklone prema cikloni, a u visini obratno. U ciklonu će se zrak koji se diže uvis ohlađivati, pa ako je zasićen vodenom parom, nastat će kondenzacija, a time i naoblaka. Stoga u krajevima ciklone vladaju vjetrovi, tmurno vrijeme, kiša ljeti, a snijeg zimi. Obratno je stvar u anticikloni, gdje nastaje spuštanje zraka i njegovo zagrijavanje. U anticikloni vlada miran zrak, nebo je vedro, velika žega ljeti, a studen zimi. No često, naročito zimi, u donjim slojevima anticiklone nastaju niski oblaci ili magla.

### Temperaturna inverzija
Temperaturna inverzija ili inverzija temperature je porast temperature s nadmorskom visinom. Nastaje na više načina: 
- procesima zračenja (takozvana radijacijska inverzija), na primjer za vedrih noći kada tlo zračenjem brže gubi toplinu nego vlaga u višim slojevima atmosfere, pa se sloj zraka pri tlu jače ohladi, ili se pak apsorpcijom ultraljubičastoga dijela Sunčeva zračenja u gornjoj atmosferi jače zagrije (temperatura zraka iznad 100 kilometara može biti znatno viša od 100 °C);
- advekcijskim procesima na toploj fronti, kada topli zrak struji iznad hladnijega zraka ili kada se pri hladnoj fronti hladniji zrak uvlači pod topliji (advekcijska inverzija), te
- procesima supsidencije u anticiklonama, kada se zrak spušta, pri čemu se adijabatski zagrijava i udaljuje od zasićenja vodenom parom pa nastaju vedrine. Inverzije mogu nastati i zbog ohlađivanja tla jakim isparavanjem nakon kiše ili umjetnoga natapanja.[4]

## Vjetar
Vjetar je gibanje zraka koji nastaje zbog različitog atmosferskog tlaka. Brzina vjetra određuje se spravom ili koja se zove anemometar. Sila kojom razlika atmosferskih tlakova djeluje na zrak okomita je na izobari. Ta je sila to veća što je veća razlika tlakova. Tamo gdje su dvije izobare bliže sila je veća nego nego ondje gdje su iobare više razmaknute. Na smjer vjetra znatno utiče vrtnja Zemlje. Da se Zemlja ne okreće, vjetar bi puhao okomito na izobaru, to jest od izobare većeg tlaka prema izobari manjeg tlaka. Ali zbog vrtnje Zemlje vjetar uvijek skreće s tog smjera. Za poznavanje jakosti vjetra mora se znati pad tlaka. Pad tlaka izražen u torima na duljini jednog Zemljinog stupnja ili 111 kilometara zove se barometarski gradijent.

### Fen
Fen (njem. Föhn, od lat. favonius: topli zapadni vjetar) je topli, suhi i većinom mahovit (naglo mijenja smjer i brzinu) vjetar koji se spušta najčešće niz sjeverne obronke Alpa. U Hrvatskoj je čest u Ogulinu. Nastaje nakon što se na prisojnoj strani planina zrak uzdignuo i izgubio vlažnost oborinama, pa se na suprotnoj strani spušta suh i topliji nego što je bio na početku dizanja. Uzrokuje nagli porast temperature i topljenje snijega. Pojava fena kod mnogih ljudi izaziva nelagodu, razdražljivost, glavobolju i druge zdravstvene probleme.

## Zračna masa
Zračna masa, u meteorologiji, je naziv za veliku količinu zraka kojoj se na velikom području ujednači temperatura i vlažnost kada dulje vrijeme miruje ili se sporo giba nad jednoličnom Zemljinom površinom. Prema zemljopisnoj širini dijeli se na: polarnu, arktičku i antarktičku, umjerenih širina, ekvatorsku. Prema tomu je li zračna masa nastala nad kopnom ili morem, može biti kontinentalna (na primjer pustinjska) ili maritimna (na primjer sjevernoatlanska). Ovisno o fizikalnim svojstvima zračna masa može biti topla, hladna, suha, vlažna, stabilna (kada je topli zrak nad hladnom podlogom i nema okomitog strujanja), nestabilna (kada je hladni zrak nad toplom podlogom nastaje okomito strujanje) i drugo. Na granicama zračnih masa pojavljuju se atmosferske fronte popraćene vremenskim stanjima i pojavama (na primjer naoblakom, kišom, grmljavinom).

### Atmosferska fronta
Atmosferska fronta je granična ploha koja odvaja dvije zračne mase različitih svojstava. Najlakše se uočava na sinoptičkim kartama, kao područje velikih temperaturnih razlika (kontrasta), vlage i značajnih vremenskih pojava (oborina, grmljavina, vjetra i drugog). Budući da se zračne mase prostiru i u visinu od nekoliko kilometara, granične se plohe opažaju i u najnižim slojevima atmosfere kao blago nagnute frontalne plohe. Širina atmosferske fronte obično je nekoliko stotina metara, a duljina više stotina pa i tisuću kilometara. Na sinoptičkim kartama može ih se razvrstati prema smjeru gibanja fronte u odnosu na zračnu masu, pa se razlikuju hladna fronta, topla fronta, okludirana fronta i stacionarna fronta.

## Oluja
Oluja, općenito, je olujno nevrijeme ili nevrijeme s olujnim vjetrom. Prema Beaufortovoj ljestvici, olujni vjetar je jakosti 8 bofora, koji kida manje grane s drveća i priječi hodanje. Na moru je vjetar praćen umjereno visokim valovima, u kojih se rubovi kresta lome i vrtlože, a pjena se otkida u dobro izraženim pramenovima uzduž smjera vjetra. Vjetar doseže brzinu od 17 do 21 m/s. Razlikuju se grmljavinska oluja, u kojoj se pojavljuje grmljavina, često praćena pljuskovima, tučonosna oluja, za koje se uz olujni vjetar pojavljuje i tuča, snježna oluja, za koje uz olujni vjetar pada snijeg, prašinska, odnosno pješčana oluja, za koje vjetar olujne jačine nosi velike količine prašine, odnosno pijeska.

### Tornado
Tornado (engl., metatezom od španj. tronada: oluja) je vrlo intenzivan zračni vrtlog u obliku lijevka ili cijevi ispod oblaka vertikalnoga razvoja (kumulusa ili, češće, kumulonimbusa), koji se pruža sve do površine tla. Katkada se pojavljuje i više cijevi istodobno; cijev ne mora uvijek biti vidljiva. Promjer cijevi, nastale kondenzacijom vodene pare, iznosi od nekoliko desetaka do stotinjak metara, a visina cijevi može biti i do 1000 metara. Uzduž osi tornada nastaje nagli i jaki pad tlaka zraka, katkada i do 200 hPa. Brzina razornoga vjetra u vrtlogu najveća je brzina vjetra u prirodi, pa može premašiti i 500 km/h, dovodeći do velikih razaranja i pustošenja, te ljudskih žrtava na putanji dugoj katkada i više od stotinu kilometara. Tornado traje od nekoliko sekunda do jednoga sata, rijetko više, a brzina pomicanja vrtloga ovisi o kretanju matičnoga oblaka i u prosjeku je oko 50 km/h. Tornado nastaje u uvjetima prodora svježega zraka iz sjevernih predjela na područje vrlo zagrijanoga zraka, na crti njihova dodira, uz jaku grmljavinu, ponajprije u toplije doba godine. 
Dva su tipa tornada: prvi se tip rjeđe pojavljuje, i to uz jako razvijene grmljavinske ćelije i takozvanu mezociklonu (područje rotirajuće, jake uzlazne struje unutar grmljavinske ćelije); drugi, češći tip nastaje na granici izraženo različitih i vrlo labilnih zračnih masa. Tornado se najčešće pojavljuje u središnjim dijelovima Sjedinjenih Američkih Država (takozvana aleja tornada u Teksasu, Oklahomi i Kansasu), no sve češće i u drugim dijelovima svijeta, pa i u Europi i u Hrvatskoj. Tornado je kraj Novske 1892. podignuo željeznički vagon težak više od 13 tona i odbacio ga na udaljenost od 30 metara, ranio putnike i izazvao veliku štetu. Jačina tornada procjenjuje se s pomoću takozvane Fujitine ljestvice na temelju njegova djelovanja na objekte na tlu (6 stupnjeva), ili s pomoću takozvane TORRO-ljestvice, koja se temelji na izmjerenim brzinama vjetra (12 stupnjeva). Osim izravnim opažanjem očevidaca, otkrivanje područja zahvaćenih tornadom moguće je i radarom, no za sada nema mogućnosti za ciljano djelovanje čovjeka na smanjenje ili otklanjanje nastanka tornada.

### Pijavica
Pijavica ili tromba je atmosferski vrtlog manjega razmjera (od 20 do 100 metara) i kratka trajanja (od nekoliko minuta do najviše jednoga sata) koji se pri izrazito nestabilnoj atmosferi (razlika u tlaku zraka od 1 do 6 Pa) na razmjerno malom prostoru (u promjeru od 10 do 100 metara) pojavljuje ispod olujnoga kišnog oblaka (kumulonimbusa) i kreće se zmijoliko i hirovito. Najčešće nastaje u jugozapadnom dijelu ciklone, gdje su temperatura i vlaga zraka visoke, ili ispred hladne atmosferske fronte. Čine ju jaki vrtložni vjetar i gibljivi oblačni stup. Proteže se od oblaka do (najčešće) morske površine. Donji dio pijavice (visok nekoliko metara) sastoji se od usisane morske vode, a gornji dio od kapljica nastalih kondenzacijom vlažnoga zraka. Prijeđe li pijavica na kopno, duž putanje kojom prolazi može nanijeti goleme štete. Pijavice su znatno slabije jakosti (intenziteta) i kraćega trajanja od tornada.

### Pješčana oluja
Pješčana oluja je oluja za koje vjetar olujne jačine nosi velike količine prašine, odnosno pijeska.

## Munja
Munja je naglo pražnjenje atmosferskog električnoga naboja koncentriranog u olujnim, grmljavinskim oblacima (kumulonimbusima), povezano s pojavom snažnog bljeska i snažnoga zvučnog udara (grom). Unutar grmljavinskih oblaka električni potencijal naraste i do 3 milijuna volti, pa zrak više nije dostatan izolator i nastaje izbijanje električnoga naboja unutar oblaka, prema drugom oblaku, prema okolnomu zraku ili prema tlu (jedno takvo izbijanje na svakih deset). Munja se može vidjeti i na udaljenostima do 150 kilometara.

### Grmljavina
Grmljavina ili grom je atmosferska zvučna pojava, oštar tresak koji prati bljesak munje (električnoga luka koji se oblikuje pri naglom električnom pražnjenju između oblaka i tla ili između pojedinih oblaka). Nastaje zbog eksplozivnoga širenja zraka zagrijanoga munjom na visoku temperaturu (do 30 000 K). Grmljavina je mukla tutnjava nastala učestalim električnim pražnjenjima pri nevremenu. Gromom se katkad, u svakodnevnom govoru, naziva i sam udar munje, a mogu se naći i tumačenja da je grom električno pražnjenje između oblaka i tla, a munja između dvaju oblaka ili dijelova istog oblaka. Širi se brzinom zvuka, to jest oko 343 metara u sekundi (na 20°C). S dovoljno velike udaljenosti, bljesak munje vidi se prije nego što se čuju grom ili grmljavina, jer je brzina svjetlosti puno veća od brzine zvuka. Jakost zvuka groma mjeren u okolini jake munje je oko 120 decibela.

### Kuglasta munja
Kuglasta munja vrlo je rijetka i do danas još nerazjašnjena pojava električnoga izbijanja. Pojavljuje se u obliku žute do crvene svjetleće kugle promjera 10 do 20 centimetara, rijetko i do 1 metara, u kojoj je temperatura 4 000 do 5 000 °C. Kratko se vrijeme lagano kreće i nestaje tiho ili uz prasak, ostavljajući za sobom jak miris po sumporu i nitritu.

### Vatra svetog Ilije
Vatra svetog Ilije, vatra svetog Nikole ili vatra svetog Elma je gotovo neprekidno slabo do umjereno električno izbijanje u atmosferi praćeno svjetlošću, koje se zapaža na povišenim objektima (gromobranima, vjetruljama, jarbolima, općenito šiljcima i izloženim dijelovima, pa i na krilima i elisama zrakoplova). Pojavljuje se za izraženih grmljavinskih oluja kada je vrlo pojačano električno polje u donjem sloju atmosfere. U hrvatskoj se tradiciji ta pojava vezuje uz svetog Nikolu, zaštitnika pomoraca i putnika, pa se koristi i naziv vatra svetog Nikole (prvi zapis kod Benedikta Kotruljevića u djelu O plovidbi, 1464.). U meteorologiji je u uporabi i naziv vatra svetog Ilije.

## Kisela kiša
Kisela kiša je svaka oborina koja ima višu kiselost (nižu vrijednost pH) od one očekivane iz prirodnih izvora (pH oko 5). Kao suvremeni, kritični problem, prepoznat je u 1970-ima prvo u skandinavskim zemljama, a zatim i u srednjoj Europi. Uzroci nastanka kisele kiše nisu sasvim jasni. U nekim područjima uzrokom su dušikovi oksidi, u drugima sumporovi oksidi, koji nastaju izgaranjem ugljena ili naftnih derivata, primjerice u termoelektranama, automobilskim motorima te u postrojenjima za dobivanje i pročišćavanje kovina, a s vodenom parom iz zraka stvaraju dušičnu, odnosno sumpornu kiselinu. Zakiseljavanjem tla i vode kisela kiša šteti šumama (umiranje šuma), poljodjelskim kulturama, životu u tlu i vodi (ugibanje riba) te ljudskomu zdravlju (preko pitke vode i prehrambenog lanca).

## Suša
Suša je izuzetno suho razdoblje kada su zalihe vode u tlu i vodotocima smanjene zbog pomanjkanja oborina. Zbog suše mogu nastati ozbiljni poremećaji u poljoprivredi, vodoprivredi i drugim granama gospodarstva, a može doći i do masovnoga pomora ljudi, kao na primjer 1900. u Indiji, kada je od suše, gladi i bolesti umrlo oko 3 milijuna ljudi, te 1936. u Kini, u provinciji Sečuan, kada je bilo iseljeno 34 milijuna seljaka i od gladi umrlo 5 milijuna ljudi.

## El Niño
El Niño (španj.: dječak, mali Isus) je prirodna pojava povezana s promjenama klime u tropima. Prvotno je nazvan po toploj oceanskoj struji koja oplakuje obale Perua u božićno doba. Donosi vlažno i kišovito vrijeme te poplave u inače suhim područjima Južne Amerike, te sušno razdoblje u području Indonezije. Novija su istraživanja pokazala da se ta pojava očituje u nepravilnim razmacima od 3 do 5 godina kao anomalije u temperaturi oceanske vode (za 2 do 8 °C toplije) i u strujanjima vjetrova na dijelu Tihog oceana zapadno od obala Čilea i Perua. Tijekom razdoblja el niña mijenja se režim strujanja i vjetrovi tada pušu od zapada prema istoku, toplije se vode gomilaju prema istočnim dijelovima Tihog oceana, podiže se razina oceana i smanjuje debljina sloja hranjivih tvari u njemu. Pokazalo se da el niño ima dalekosežan globalan utjecaj na vremenske okolnosti ne samo na Tihom oceanu već i u drugim dijelovima svijeta.

## Optika atmosfere
Optika atmosfere jest grana meteorologije koja proučava pojave nastale lomom svjetlosti, odbijanjem (refleksijom), raspršivanjem i ogibom (difrakcija) svjetlosti u Zemljinoj atmosferi (boja neba, duga, vijenac ili korona oko Sunca i Mjeseca, halo, pasunce ili lažno Sunce, Sunčev stup, irizacija oblaka, glorija, zračno zrcaljenje, fatamorgana, miraž, pojava sumraka, alpskog žara, treperenja zvijezda, zelenog bljeska, astronomska i terestrička refrakcija, depresija obzora i drugo). Optika atmosfere proučava i pojave koje su posljedica perspektive: prividni oblik nebeskog svoda, površine diska Sunca i Mjeseca pri njihovu izlaženju i zalaženju i drugo.